# Юліус Штрайхер
Юліус Штрайхер (нім. Julius Streicher; 12 лютого 1885, Флейнгаузен біля Аугсбурга, Баварія — 16 жовтня 1946, Нюрнберг) — гауляйтер Франконії, головний редактор тижневика «Der Stürmer» (Штурмовик), один з ідеологів расизму. Страчений відповідно до ухвали Нюрнберзького трибуналу за антисемітську пропаганду й заклики до геноциду.

## До початку політичної кар'єри
Юліус Штрайхер народився 12 лютого 1885 р. Він був дев'ятою дитиною в сім'ї Фридриха Штрайхера, вчителя римсько-католицької початкової школи. Перед війною зголосився добровольцем до Німецької армії, попрацювавши перед цим певний час учителем у початковій школі.
В ході Першої світової війни Штрайхер показав себе хоробрим солдатом і заслужив Залізного хреста I і II ступенів, а також отримав звання лейтенанта. Одначе після року служби його було звільнено з армії за недисциплінованість із забороною надалі служити у збройних силах.

## Після війни
Після війни Штрайхер почав далі викладати в початковій школі, одначе незабаром почав брати участь у політичному житті країни на боці ультраправих сил.
У 1919 р. Штрайхер створив власну політичну організацію — Соціалістичну партію Німеччини (нім. Deutschsozialistische Partei). У 1921 р., коли Адольф Гітлер виїхав з Мюнхена до Берліна налагоджувати контакти з лідерами нацистських організацій Північної Німеччини, низка членів НСДАП, включаючи і її засновника Антона Дрекслера, звинуватили Гітлера в диктаторстві й намагалися встановити контакти з Соціалістичною партією. Гітлер терміново повернувся до Баварії і домігся кінця загравань із групою Штрайхера. Це спричинило серйозну кризу в партії, одначе Гітлер зміг утвердити себе як лідера. Незабаром Штрайхер зміг знайти з лідером націонал-соціалістів спільну мову (Гітлер вирішив, що йому все одно, які люди його оточують, аби вони допомагали його справі) і 8 жовтня 1922 р. влився разом з членами Соціалістичної партії до лав НСДАП.
Коли він почув про Пивний путч, то, не бажаючи лишатися осторонь, приєднався до Гітлера і йшов поруч нього в перших лавах. Деякі свідки стверджували, що коли натовпу учасників маршу загородила дорогу поліція, саме Штрайхер першим вистрілив у поліцейських. Сам він згодом казав, що саме завдяки своїй участі в путчі фюрер завжди його підтримував надалі. «Можливо, знайдуться одна чи дві людини, яким не подобається форма носа Штрайхера. Але в той день, коли він лежав поряд зі мною на бруківці Фельдхернхалле, я поклявся, що не кину його, допоки він не кине мене», — говорив про нього опісля Гітлер.
З 16 квітня 1923 р. він розпочав випускати власну газету «Der Stürmer» («Штурмовик»), яка згодом отримала репутацію найрадикальнішого антисемітського видання Німеччини. Він друкував розповіді про ритуальні вбивства від євреїв арійських дітей, а також звинувачував євреїв у таких речах, як вибух дирижабля «Гінденбург» 1937 р. В газеті було дуже багато карикатур, інколи відверто порнографічних, а також скарги на євреїв, що заважають жити арійцям: пацієнт психіатричної лікарні жалівся, що його туди незаконно запроторили євреї; покупець писав, що йому не принесли сорочку з крамниці, що належить єврею й так далі в кожному номері. У своїх статтях Штрайхер використовував найвідвертіші образи. Він надавав антисемітизму наукового відтінку, доводячи, що арійка, чия кров пошкоджена євреєм, уже ніколи не зможе народити повноцінних арійських дітей. Юліус був талановитим оратором і активно виступав по всій Німеччині з антисемітськими промовами.
Коли 1925 р. Штрайхера було призначено гауляйтером Нюрнбергу, він усе ще викладав у школі, і його учні мусили вітати його підняттям руки зі словами «Гайль Гітлер!». У 1928 р. його звільнили зі школи за пропаганду антисемітських ідей, але це не завадило його дальшій кар'єрі: 1929 р. він став гауляйтером об'єднаної Франконії і його було обрано до баварського парламенту від нацистів, а 1933 р. і до Рейхстагу. У 1934 р. він отримав звання группенфюрера СС.

## У ІІІ Рейху
На посаді гауляйтера Штрайхер мав лиху славу, за твердженням Вільяма Ширера, любив гуляти містом із батогом, міг робити в межах свого гау практично все, що хотів. Штрайхер прославився, як некоронований король Франконії зі штаб-квартирою в Нюрнберзі, де його слово було законом і де будь-хто, хто ставав на його шляху або викликав у нього невдоволення, міг опинитися за ґратами й бути підданий катуванням. Тільки на лаві підсудних у Нюрнберзі, де проходив суд над військовими злочинцями, я побачив Штрайхера без батога, зазвичай же він тримав його в руці або за поясом.. Штрайхер мав величезну кількість коханок і постійно шантажував їхніх чоловіків.
Ставлення до Штрайхера в партії було суперечливим: Герінг, Гесс, Лей і Шахт одверто заявляли, що він своїми непристойними статтями й моральним виглядом завдає рухові набагато більше шкоди, ніж користі. У 1938 р. Гесс навіть тимчасово заборонив випуск «Штурмовика» після того, як Штрайхер вимагав гільйотинувати єврея, що одружився з арійкою, а Геббельс неодноразово забороняв його публічні виступи. З іншого боку Гітлер практично завжди його підтримував.
У 1937 р. Штрайхер уступив у серйозну конфронтацію з Герінгом, назвавши в одному з номерів «Штурмовика» його єдину дочку «плодом штучного запліднення». Цей випад на адресу Герінга був пов'язаний з тим, що той хотів бачити Мільха, якого Штрайхер вважав за єврея, своїм заступником і скоригував йому біографію. У відповідь Герінг домігся від Гітлера фінансової перевірки діяльності Штрайхера, результатом якої стало його зміщення з усіх партійних посад 1940 р. Після цього він прямо політикою не займався, зосередившись на редагуванні «Штурмовика». Газета видавалася далі до 1945 р.
23 травня 1945 р. його заарештували американці.

## В Нюрнберзі
На Нюрнбергзькому процесі (проходив у головному місті Франконії, гауляйтером якої був Штрайхер) йому було висунуто звинувачення в підбурюванні до вбивств євреїв, що підпадало під Звинувачення 4 процесу — злочини проти людства. У відповідь Штрайхер назвав процес «тріумфом світового єврейства». Його було визнано за осудну особу і здатним відповідати за свої дії, хоча й констатовано наявність певних нав'язливих ідей. Він стверджував, що прокурори й судді — євреї, й не розкаявся.
Його адвокат — доктор Ганс Маркс намагався збудувати захист свого клієнта на тому, що його «Штурмовик» ніхто не сприймав усерйоз. Одначе Штрайхер виступав різко проти цього.
Коли його присудили до смерті, він сказав: «Звісно, смертна кара! Чого ще можна було чекати! Та й вони з самого початку це знали». Під час страти, він устав під зашморгом і гучно закричав: «Purimfest!» (єврейське свято Пурим — перемога над ворогами юдеїв). «Я вирушаю до Бога. Одного разу більшовики повісять і вас!». Після цього він кілька разів вигукнув: «Гайль Гітлер!». За свідченням ката Джона Вуда, останнє «Гайль Гітлер!» доносилося вже з мішка, а присутнього під час страти журналіста Джозефа Кінгсбері-Сміта, — вже з мішком на голові Штрайхер вигукнув «Адель, моя кохана дружино!». Після страти Штрайхерове тіло разом із тілами інших страчених було кремовано, а прах таємно вивезено й розвіяно.

## Сім'я
Штрайхер був двічі одружений.
- Перша дружина — Кунігунда Рот, дочка булочника. Одружилися в 1913 році. Кунігунда померла в 1943 році. В шлюбі народились двоє синів:
  - Лотар (нар. 1915) — капітан вермахту, кавалер Німецького хреста в золоті (1 січня 1945);
  - Елмар (нар. 1918);
- Друга дружина — Адель Таппе, колишня секретарка Штрайхера. Вони одружились у травні 1945 року. На Нюрнберзькому процесі Адель виступила в якості свідка, захищаючи свого чоловіка: вона сказала, що той був чудовим сім'янином і хорошою людиною. За словами Альфреда Йодля, Адель була «надто мила для такого закінченого покидька, яким є її чоловік».

## Нагороди
- Залізний хрест 2-го і 1-го класу
- Орден «За військові заслуги» (Баварія) 4-го класу з мечами
- Хрест «За цивільні заслуги» (Австро-Угорщина) на стрічці медалі за хоробрість
- Почесний партійний знак «Нюрнберг 1929»
- Великий почесний знак міста Фюрта
- Почесний громадянин міста Фюрта і громади Тюркгайм
- Золотий партійний знак НСДАП
- Почесний кут старих бійців
- Почесний хрест ветерана війни з мечами